# Варлаам (Пешев)
Митрополит Варлаам (в миру Кирил Стоянов Пешев, 12 квітня 1905, село Самоков - 13 листопада 1986, Пловдив) - єпископ Болгарської православної церкви, митрополит Пловдивський.

## Біографія
Народився 12 квітня 1905 року в селі Самокова в сім'ї вчителя. Основне освіту здобув в Пазарджиці. Восени 1924 року вступив до Троянського монастиря, де за один рік закінчив трирічний курс Троянського чернечого училища..
Влітку 1925 року прийнято послушником в Рильський монастир, де 29 серпня 1926 був пострижений у чернецтво з ім'ям Варлаам.
25 квітня 1930 митрополитом Софійським Стефаном Шоковим був висвячений в сан ієродиякона..
У 1932 році закінчив Софійську духовну семінарію. Перебуваючи близько двох років в рідному монастирі, вступив на Богословський факультет Софійського університету.
12 лютого 1936 року столичному кафедральному храмі Святої Неділі був висвячений в сан ієромонаха.
У 1938 році закінчив Богословський факультет Софійського університету, після чого призначений секретарем та помічником ігумена Рильського монастиря.
У 1943 році звільнений від послуху в Рильському монастирі і призначений  протосинкелом на Маронійську єпархію з кафедрою в Ксанті.
7 січня 1944 був зведений в сан архімандрита.
Повернувшись до Болгарії,  в 1945 році призначений секретрем на Рильського монастиря.
У 1947 році призначений протосинкелом на Сливенську митрополію.
10 квітня 1949 був обраний ігуменом на Рильського монастиря.
1 січня 1954 хіротонізований на титулярного єпископа Стобійського.
18 листопада 1961 року звільнений з посади ігумена Рильського монастиря.
З 1 лютого 1962 року вікарій Пловдивської єпархії, жив в Пловдиві.
З 1963 до 1969 року тимчасово керував Пловдивською єпархією.
19 січня 1969 був обраний і 9 березня канонічно затверджений митрополитом Пловдивським.
Йому довелося керувати єпархією у важкі роки переслідування Церкви комуністичною владою.
Займався духовним просвітництвом мирян, очолював ряд служб, освятив відновлену після пожежі в 1970 році церква святої Петки. Незважаючи на важкі випробування митрополит, залишався вірним християнським цінносттям та чеснотам.
Помер 13 листопада 1986 року в Пловдиві. Похований в кафедральному храмі Успіння Пресвятої Богородиці в Пловдиві.